# 天童藩
天童藩（日语：／ Tendō han */?）是日本江戶時代的一個藩。位於出羽國天童（今山形縣天童市）。藩廳在天童陣屋。藩主是織田氏，由高畠藩移封。
1828年，高畠藩藩主織田信美向幕府提出將領土由高畠移往到天童獲得批准。1830年立藩，石高2萬石。1868年由於當時的藩主織田信敏參加對抗新政府的奧羽越列藩同盟，遭到新政府處分，因而由年僅3歲的松壽丸繼任，翌年信敏再次成為藩主。1871年天童藩被中止運作，成為天童縣。同年8月編到山形縣。

## 歷任藩主
1. 織田信美 1830年 - 1836年
2. 織田信學 1838年 - 1868年
3. 織田信敏 1868年
4. 織田松壽丸 1868年 - 1869年
5. 織田信敏 1869年 - 1871年 （再任）